# Paige Moss
Paige Moss, née le 30 janvier 1973 à Bowie (Maryland), est une actrice américaine.

## Biographie
Paige Moss a étudié l'art dramatique à l'université George Mason et à l'American Academy of Dramatic Arts de Los Angeles. Elle a tenu des rôles récurrents dans les séries télévisées Beverly Hills 90210 et Buffy contre les vampires à la fin des années 1990, puis a fait partie de la distribution principale de la série It's All Relative en 2003-2004 mais celle-ci a été annulée au bout d'une saison. Elle s'est mariée avec Rick Cameron en 2005 

## Filmographie

### Cinéma
- 1998 : Big Party : Ashley
- 2000 : Auggie Rose de Matthew Tabak : Noreen

### Télévision
- 1996 : Beverly Hills 90210 (série télévisée, 7 épisodes) : Tara Marks
- 1996 : Un amour étouffant (téléfilm) : Donna Fowler
- 1997 : Chicago Hope : La Vie à tout prix (série télévisée, saison 4 épisode 5) : Ruby Madigan
- 1997 : L'Antre de Frankenstein (téléfilm) : Olivia
- 1998 : Diagnostic : Meurtre (série télévisée, saison 5 épisode 19) : Kelly Denero
- 1999 : Les Anges du bonheur (série télévisée, saison 5 épisode 12) : Sarah Parker
- 1999 : Urgences (série télévisée, saison 6 épisode 2) : Amy Stehly
- 1999 : Hercule (série télévisée, saison 6 épisode 3) : Antigone
- 1999 : Buffy contre les vampires (série télévisée, 3 épisodes) : Veruca
- 1999 : Une locataire idéale (téléfilm) : Jill Young
- 2000 : JAG (série télévisée, saison 5 épisode 19) : Andrea Granato
- 2001 : FreakyLinks (série télévisée, saison 1 épisode 11) : Claudia Vance
- 2003-2004 : It's All Relative (série télévisée, 20 épisodes) : Maddy O'Neill
- 2004 : La Vie avant tout (série télévisée, saison 5 épisode 14) : Anna
- 2007 : American Dragon: Jake Long (série télévisée, saison 2 épisode 27) : Marnie Lockjelly (voix)
- 2008 : Random! Cartoons (série télévisée, saison 1 épisode 7) : Princess Bubblegum